# Ribera de Rigardà
La Ribera de Rigardà és un curs d'aigua de règim torrencial de la comarca del Conflent, a la Catalunya del Nord, d'orientació bàsicament sud-oest - nord-est. Neix en els contraforts septentrionals del massís del Canigó, en els vessants que es decanten cap a la Tet i discorre pels termes comunals de Jóc, Glorianes, Rigardà i Rodès abans d'abocar-se en la Ribera de Croses a prop al sud-oest del poble de Rodès.
Rep el nom de la principal població prop de la qual discorre.

## Termes de Jóc i Glorianes
Es forma a la confluència del Riu Fagès amb el Còrrec del Sastre, al límit de les comunes de Jóc i Glorianes, des d'on davalla cap al nord, però de forma molt sinuosa en una vall molt tancada. Al llarg de tot el seu primer tram de recorregut marca el termenal entre les dues comunes esmentades.

## Terme de Rigardà
Encara, quan deixa enrere el termenal amb Jóc, fa un tros de termenal entre Glorianes i Rigardà. Sempre marcant giragonses, va cap al nord, travessa la carretera D - 36a, i de seguida passa pel costat de llevant del poble de Rigardà. Aleshores, la Ribera de Rigardà gira cap al nord-est, fa un tros de termenal entre Rigardà i Rodès, i entra en aquesta darrera comuna.

## Terme de Rodès
Entre Motzanes, a la dreta del riu, i els Puigs Alts, a l'esquerra, la Ribera de Rigardà entre del tot en terme de Rodès. És a prop a ponent del santuari de Nostra Senyora de Domanova; la Ribera continua amb el seu traçat sinuós, i quan és a prop a ponent del Coll de Terranera, acaba el seu recorregut unint-se a la Ribera de Croses per tal de formar el Riufagès.